# Zecchino d’Oro
Zecchino d’Oro (Дзекки́но д’О́ро, «Золотой цехин») — международный телевизионный конкурс-фестиваль детской песни. Ежегодно проводится на итальянском первом канале «Rai 1» с 1959 года. Для целых поколений итальянцев начиная с 1960-х годов фестиваль превратился в часть итальянских традиций и культурного наследия.
Фестиваль был включён в 10-летнюю программу ЮНЕСКО «Наследие в области культуры мира», в свидетельство о чём в апреле 2008 года Болонскому антонианскому институту была вручена специальная табличка.